# Anloo
Anloo – wieś w Holandii, w prowincji Drenthe, w gminie Aa en Hunze. Do roku 1998 było siedzibą oddzielnej gminy.